# Flavio Biondo
Flavio Biondo (latinosan Blondus Forliviensis vagy Flavius Blondus, humanista neve Blondus Flavius; (Forlì, 1392 – Róma, 1463. június 4.) itáliai humanista, történetíró és földrajztudós.

## Életpályája
Forlì város követe volt Milánóban. Száműzték Velencébe, majd a pápai udvarban élt. Fő műve, a Historiarum ab inclinatione Romanorum decades III, 1483-ban keletkezett – ebben a Római Birodalom nagyságát dicsőíti, ugyanakkor műve egyharmad részében saját koráról is részletesen ír.

## Magyarul
- Roma instaurata. Győri Korvina; Pytheas, Budapest, 2003 (hasonmás kiadás)
- Flavius Blondus: Az újraálmodott Róma. Győri Korvina (Roma Instaurata); tan., Póczy Klára, ford. Zsupán Edina; Pytheas, Budapest, 2005. ISBN 963 7483 67 5

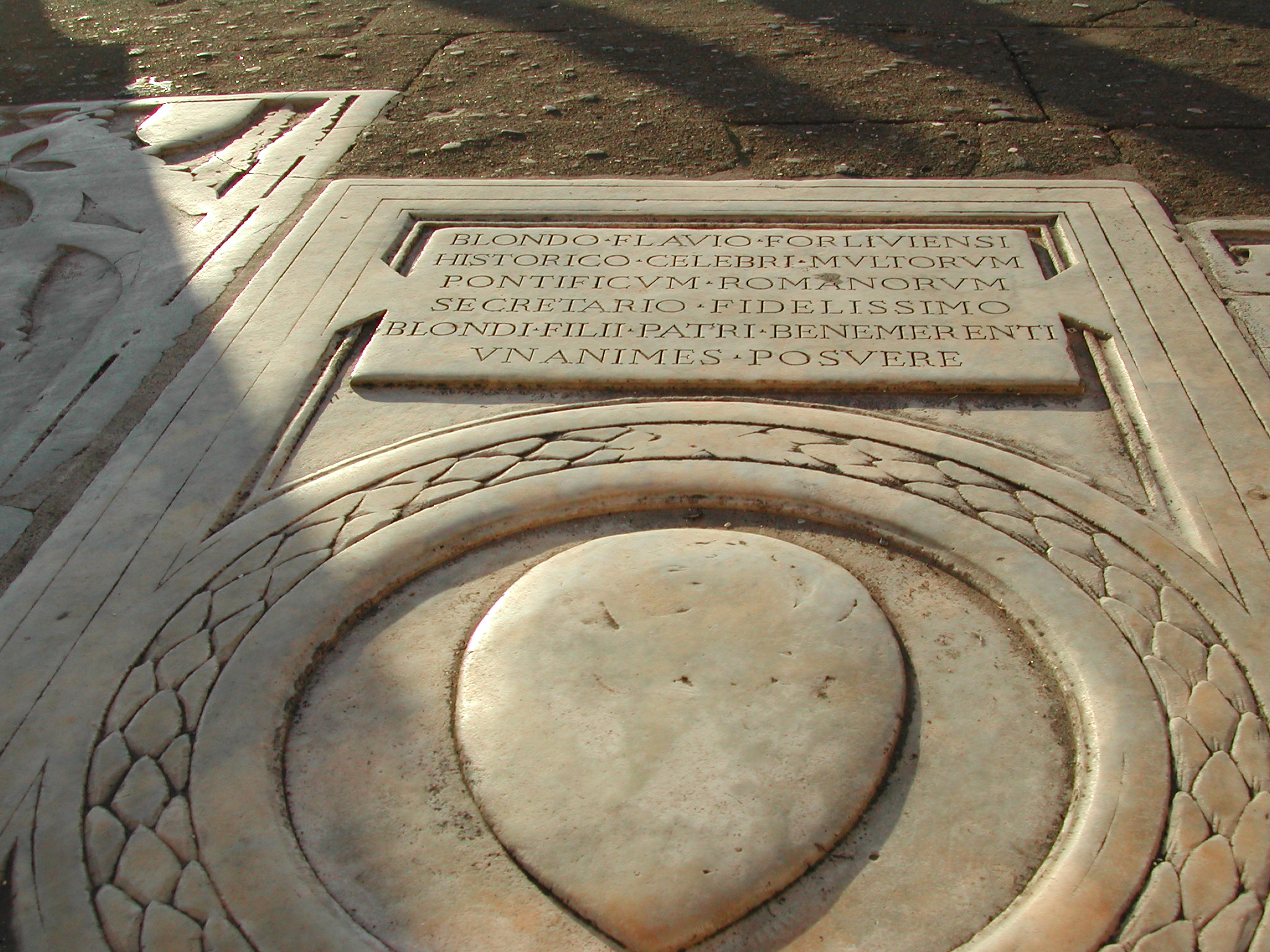
Emlékköve Rómában